# Paul Juringius
Paul Juringius, född 19 november 1745 i Västra Eneby församling, Östergötlands län, död 28 april 1808 i Kimstads församling, Östergötlands län, var en svensk präst och riksdagsman.

## Biografi
Juringius föddes 1745 i Västra Eneby församling. Han var son till kyrkoherden Zacharias Juringius. Juringius studerade i Linköping och blev 1761 student vid Uppsala universitet. Han avlade magisterexamen 18 juni 1770 och prästvigdes 21 december samma år. Juringius blev 1 mars 1774 extra ordinarie hovpredikant hos änkedrottningen och blev 27 december 1774 kyrkoherde i Kimstads församling, tillträde 1776. Han fick 31 januari 1786 Kullerstads församling som personligt prebende. Den 8 juni 1782 blev han prost och 16 juli 1790 blev han kontraktsprost i Norrköpings kontrakt. Juringius avled 1808 i Kimstads församling.
Juringius var predikant vid prästmötet 1787 och vice preses vid prästmötet 1793. Han var ledamot av psalmförbättringssällskapet 1780, riksdagsman vid riksdagen 1789 och riksdagen 1800, samt deputerad vid jubelfesten i Uppsala 1793.

### Familj
Juringius gifte sig 21 april 1776 med Margareta Bergqvist (1740–1816). Hon var dotter till en kantor i Stockholm. De fick tillsammans barnen kyrkoherden Carl Axel Juringius (1777–1832) i Kimstads församling och Zacharias Juringius (1779–1781).